# Robert Strange
Robert Strange, född 20 september 1796 i Chesterfield County, Virginia, död 19 februari 1854 i Fayetteville, North Carolina, var en amerikansk politiker (demokrat). Han representerade delstaten North Carolina i USA:s senat 1836–1840.
Strange studerade vid Washington College (numera Washington and Lee University) och vid Hampden-Sydney College. Han flyttade 1815 till Fayetteville. Han studerade sedan juridik och inledde sin karriär som advokat i North Carolina. Han tjänstgjorde som domare 1827–1836.
Senator Willie Person Mangum avgick 1836 och efterträddes av Strange. Han avgick i sin tur år 1840 och efterträddes av William Alexander Graham. Strange var även författare. Romanen Eoneguski, or the Cherokee Chief utkom 1839.